# Анализ сейсмостойкости
Анализ сейсмостойкости (англ. Seismic performance analysis) является интеллектуальным инструментом в сейсмостойком строительстве, который разбивает эту сложную тему на ряд подразделов для лучшего понимания работы зданий и сооружений под сейсмической нагрузкой.

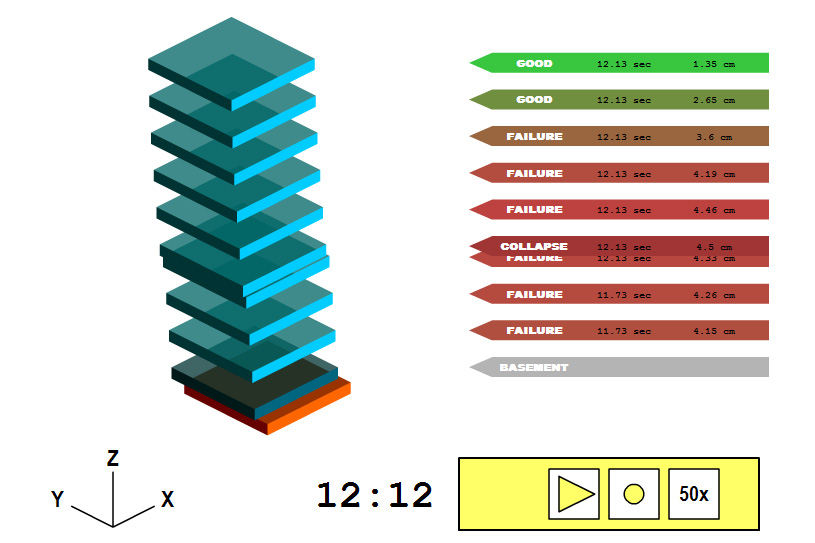
Трехмерная диаграмма сейсмостойкости здания [http://www.ecs.csun.edu/~shustov/Topic6.htm

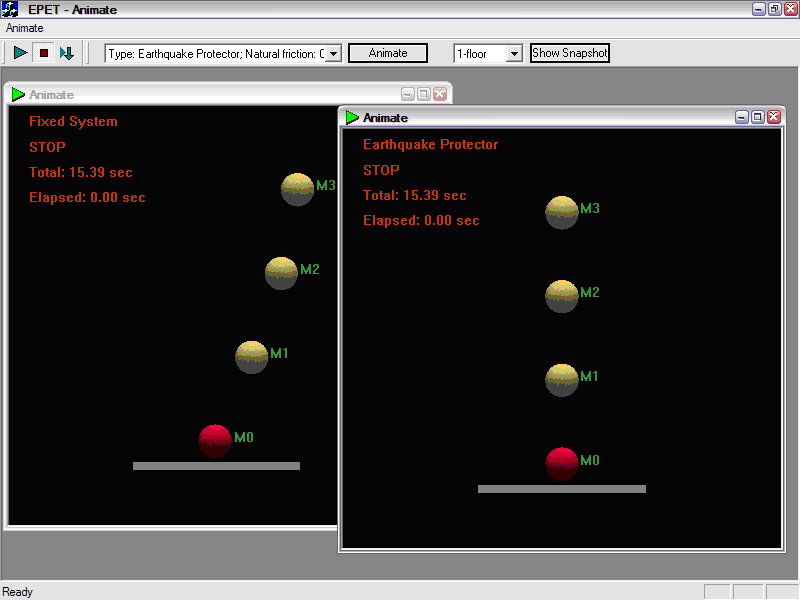
Сравнительный анализ раскачки двух моделей зданий с помощью программы ЕРЕТ

Анализ сейсмостойкости основывается на основных принципах динамики сооружений. В течение десятилетий, самым распространенным методом анализа сейсмостойкости являлся метод спектров реакции, который получил своё развитие в настоящее время .
Однако спектры реакции хороши лишь для систем с одной степенью свободы. Использование пошагового интегрирования с трёхмерными диаграммами сейсмостойкости оказываются более эффективным методом для систем со многими степенями свободы и со значительной нелинейностью и условиях переходного процесса кинематической раскачки.